# Hautregard
Hautregard  orthographié aussi Haut-Regard est un hameau de la commune de Theux dans la province de Liège en Région wallonne (Belgique).
Avant la fusion des communes, Hautregard faisait partie de la commune de La Reid.

## Situation
Ce hameau ardennais se trouve sur une hauteur à une altitude de 360 m au carrefour de deux routes nationales, la N.606 Theux-Stoumont et la N.697 Remouchamps-Spa. Le village de La Reid se situe 2 km plus à l'est.

## Description
Le château de Hautregard est cité dès 1575. Il était alors la propriété de Hermès de Presseux. Ce bâtiment imposant est construit en pierre grise polie (façade et côté sud) et complété de pierre de grès. La toiture est recouverte d'ardoises. Deux des angles du château (côté sud) sont ornés d'importantes tours rondes alors que les angles du côté nord sont munis de petites échauguettes. Il se situe sur la route de Jehoster (N.606). Une ferme bâtie en moellons de grès et toiture en tuiles rouges jouxte le château. Les armoiries de la famille de Presseux se retrouvent sur un linteau de porte dans la cour de la ferme. Le château ne se visite pas.
Quelques autres fermes ainsi qu'une douzaine de maisons et fermettes situées au lieu-dit Belva (N.697 vers La Reid) sont les habitations les plus anciennes du hameau.
De nombreuses constructions de la fin du XXe siècle se sont implantées surtout le long de la route nationale 697 en direction de Remouchamps.